# Eucriotettix guipingensis
Eucriotettix guipingensis är en insektsart som beskrevs av Li, Z. Zheng och Lu 2000. Eucriotettix guipingensis ingår i släktet Eucriotettix och familjen torngräshoppor. Inga underarter finns listade i Catalogue of Life.